# بلال منصورعلی
بلال منصورعلی (عربی: بلال منصور علي؛ زادهٔ ۱۷ اکتبر ۱۹۸۸) ورزشکار دو و میدانی اهل بحرین است.
وی در مسابقات کشوری و بین‌المللی در مجموع برندهٔ ۱ مدال نقره، ۲ مدال برنز شده‌است.